# 長田寺 (川越市)

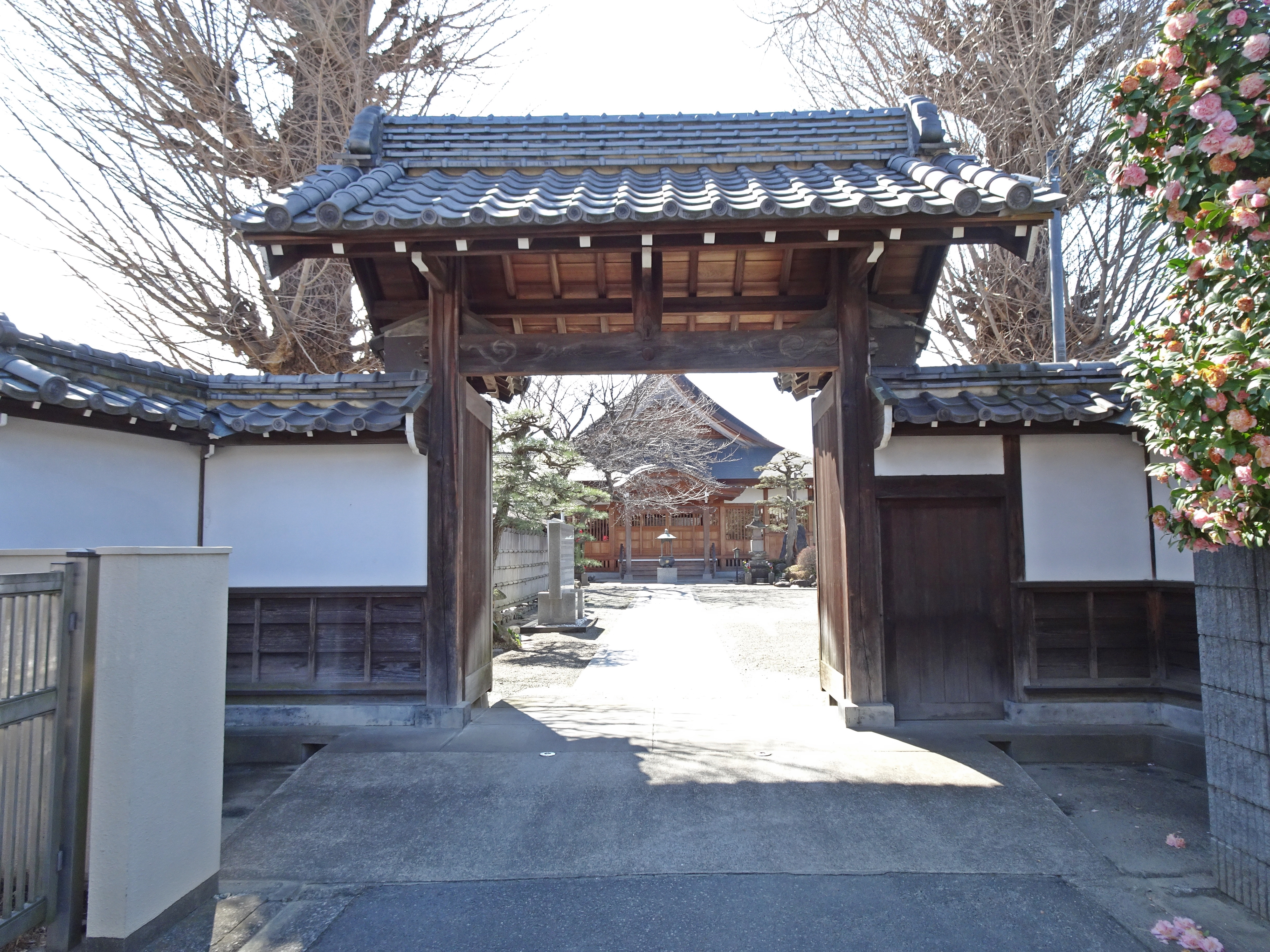
長田寺山門

長田寺（ちょうでんじ）は、埼玉県川越市岸町にある曹洞宗の寺院。山号は月村山。

## 歴史
創建年は不詳。入間郡誌によると（元和元年）1615年上月明梵が開山と記載されている。

## 周辺
- 川越市立城南中学校
- 岸町2丁目自治会館
- 岸町熊野神社
- 国道254号
- 不老川

## アクセス
- 東武鉄道、東日本旅客鉄道（JR東日本）川越駅から徒歩約20分（約1.5キロメートル）
  - 国道254号、岸町二丁目交差点から徒歩約3分（約250メートル）

## 関連文献
- 「岸村 長田寺」『新編武蔵風土記稿』 巻ノ163入間郡ノ8、内務省地理局、1884年6月。NDLJP:764002/59。